# Agurto Rock
Der Agurto Rock ist eine kleine Felseninsel unmittelbar nordwestlich des Silvia Rock inmitten der Duroch-Inseln vor der Küste der Trinity-Halbinsel an der Spitze der Antarktischen Halbinsel.
Teilnehmer der Zweiten Chilenischen Antarktisexpedition (1947–1948) benannten sie Isla Elena Cerda de Bulnes nach dem chilenischen Politiker Manuel Bulnes Sanfuentes (1911–1975). Später änderte sich die Benennung in Isla Agurto bzw. Islote Agurto nach dem Namen eines Bootsmanns der Expedition. Die heutige Benennung geht auf eine Entscheidung des Advisory Committee on Antarctic Names aus dem Jahr 1964 zurück.